# 風の万華鏡
風の万華鏡（英称：Wind Kaleidoscope）は、日本の大阪市 北区 天満に所在する、自然の風で動く彫刻とオフィスビルが一体となった建築物である。

## 概要
1992年（平成4年）株式会社ブレーンセンターの コーポレートアイデンティティを兼ねた本社ビルとして竣工。
2016年（平成28年）現在も同社の本社ビルとして機能している。
美術アーティスト、新宮晋が総合設計・デザインを手がけた建築作品としては、風の万華鏡が初めて。動く彫刻作品としては、200点目。

## 動く彫刻
建物の道路に面した部分が螺旋階段になっており、最上階の6階まで吹き抜けとなっている。建物の1階玄関ホールには、円形の池があり、その上に直径1.5mのステンレス製の凹面鏡が道路に向かって45度の角度で、細いケーブルによって宙吊りに設置されている。その凹面鏡には、螺旋階段の吹き抜けになっている部分に、自然の風で動く彫刻が8個、縦一直線に設置されている為、屋上の空も含め、自然の風による動きの変化が、万華鏡のように全て映り込むようになっている。
動く彫刻は、建物内の玄関ホールにある彫刻を1個目として、屋内の各階に5個、6階から屋外に3個という構成。彫刻は上へ行くにつれて大きくなり、1個目が直径50cmで、頂上の8個目が直径5.6mになっている。材質は、屋内の5個が、カーボンファイバーのパイプとクロスを組み合わせた軽量なもので、屋外の3個が、ステンレス製となっている。
建物には、エレベーターが無い為、働く人たちや訪問者は、吹き抜けの螺旋階段を上りながら動く彫刻を眺める事になる。美術手帖では、「経済や効率の面からみても特筆すべきことは、エレベーターに敷地を割く代わりに、作品を設置したこと。経済的に限られたなかでも、芸術との二人三脚がうまく進めば人に力を与える空間が生まれうるのだ。」と評している。